# Bòrd na Gàidhlig
Bòrd na Gàidhlig (en català, 'Consell del gaèlic escocès') és una organització no governamental quasi-autònoma nomenada pel Govern escocès amb responsabilitat sobre el gaèlic escocès. No s'ha de confondre amb Comunn na Gàidhlig o An Comunn Gàidhealach, organitzacions amb força més anys d'antiguitat.
Els seus principals objectius són:

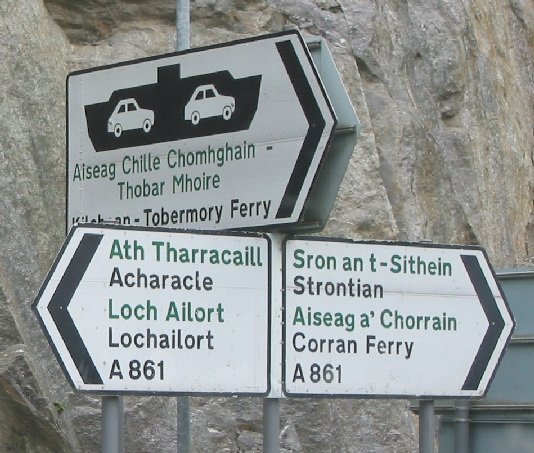
Els topònims en la seva forma original gaèlica estan esdevenint cada dia més comuns en senyals de trànsit arreu de les Terres altes d'Escòcia.

- incrementar el nombre de parlants de gaèlic escocès
- enfortir el gaèlic com a llengua de la comunitat i de la llar
- promoure el gaèlic en la vida cultural d'Escòcia
- desenvolupar el gaèlic en tots els aspectes de la vida escocesa

Les seves obligacions són:
- desenvolupar un Pla nacional del gaèlic;
- treballar amb organitzacions interessades en la llengua;
- i planejar una estratègia per al sistema d'immersió lingüística en gaèlic escocès.

El Bòrd va ser creat l'abril del 2003 i constitueix una pedra angular de la posada en marxa per fer front a les obligacions de la Carta Europea de les Llengües Regionals o Minoritàries.
El primer cathraiche (en català, 'president') d'aquest consell de 8 membres va ser Donnchadh MacFhearghais (Duncan Ferguson), provinent d'Islay, rector de l'escola secundària de Plockton, ex- coordinador de Comunn Luchd-Ionnsachaidh i Comunn na Gàidhlig, i director del comitè de direcció de la programació gaèlica de la BBC.
Després d'un període de consulta entre l'octubre de 2003 i el gener del 2004, durant el qual es va expressar la preocupació sobre el fet que qualsevol consell donat pel Bòrd seria probablement ignorat per les autoritats majoritàriament hostils, es va anunciar que el Bòrd seria enfortit en diverses àrees:
- l'orientació del Bòrd a les autoritats locals sobre l'educació en gaèlic tindrà caràcter reglamentari i, per tant, haurà de ser seguida.
- es pot donar consell a tots els organismes públics, privats i voluntaris.
- decidirà com centrar-se en el desenvolupament de la llengua i determinarà quines organitzacions han d'escriure plans lingüístics.

Una llei aprovada l'any 2005 pel parlament escocès li atorga al Bòrd el principal paper de la promoció del gaèlic, aconsellant el govern sobre temes gaèlics i preparant una orientació per l'educació gaèlica.
L'actual Cathraiche del Bòrd na Gàidhlig és Arthur Cormack, en ple càrrec des del febrer del 2009, encara que ha sustentat el càrrec de president provisional des del juliol del 2008. Cormack és també cap executiu dels Fèisean nan Gàidheal (en català, 'Festivals Nacionals Gaèlics d'Instrucció d'Arts'). Arthur Cormack és natural de Portree, a l'Illa de Skye, i és ex-directiu del teatre Eden Court d'Inverness i del Consell Escocès de les Arts.